# Patrice Ringuet
Patrice Ringuet, né le 5 janvier 1986 en Guyane, est un cycliste français. En 2014, il remporte la 25 édition du Tour de Guyane, ce qui fait de lui le dernier guyanais à avoir remporté un Tour de Guyane.

## Palmarès
- 2014
  -  Classement général du Tour de Guyane